# Escoumains
Escoumains (Innue Essipit, Esoumain; Sultzman) /možda od ashkĭmin ili askĭmĭn, =early berry, W. J. Domorodački maziv ove bande je Ecsi˙biuci˙búwilnútsʽ, river of clam brooks people; Ecsi˙´pi˙wilnuts, clam river people)/ banda Montagnais Indijanaca s istoimene rijeke na sjevernoj obali St. Lawrence u okrugu Saguenay, Quebec, Kanada. Populacija im je 1884. iznosila 53; 1904. 43.
Njihovi potomci danas žive u naselju Les Escoumins na rezervatu utemeljenom 1892. kao Les Escoumins, ali je ime sela i rezervata 1994. promijenjeno u Essipit.

## Vanjske poveznice
- Montagnais-Naskapi Indians of Canada
- E- Canadian Indian Villages, Towns and Settlements
- Reserve of Essipit  Arhivirana inačica izvorne stranice od 4. srpnja 2008. (Wayback Machine)